# Concessões em Tianjin

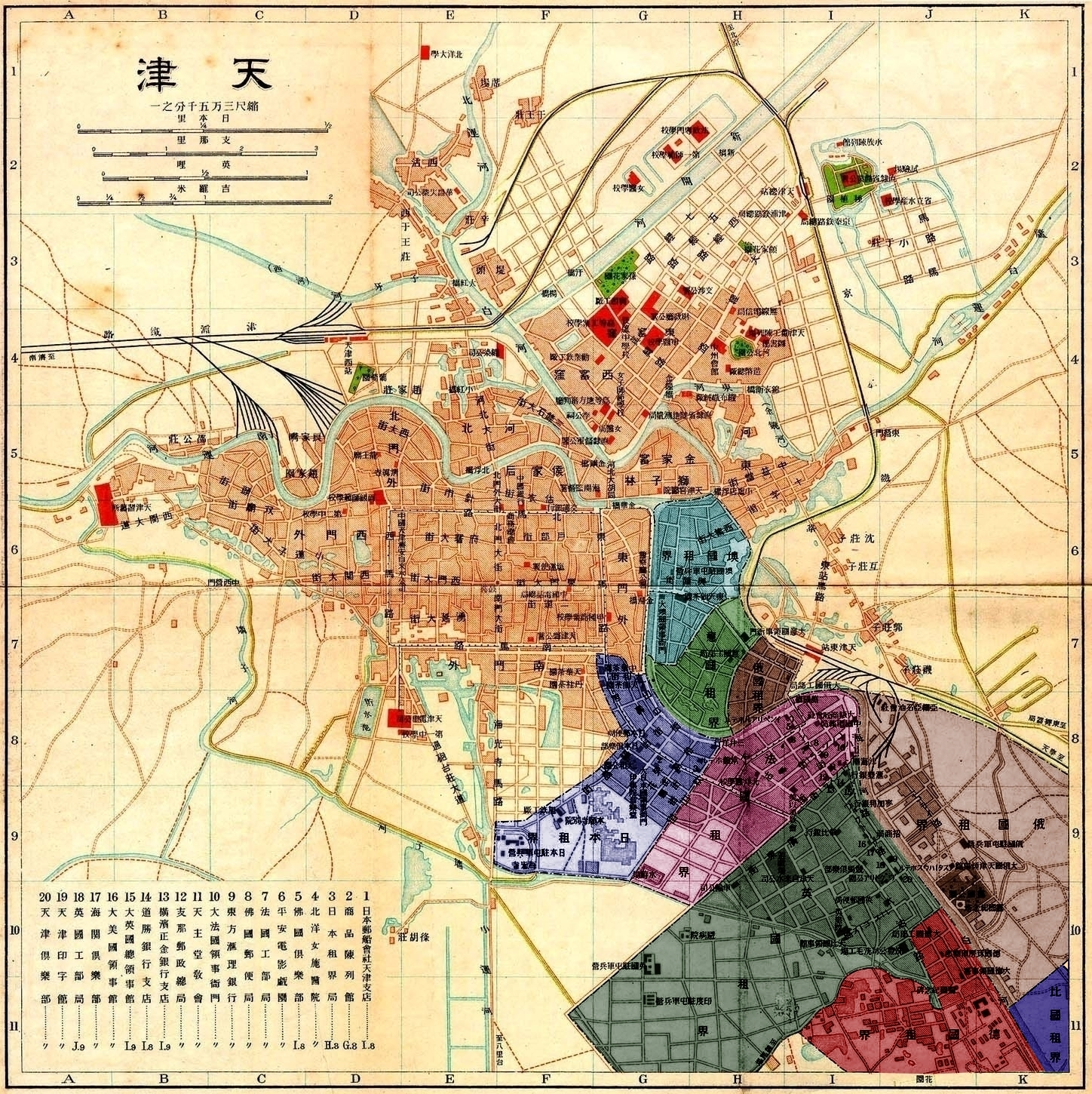
Mapa das concessões territoriais em Tianjin:
Margem oriental do rio Hai:
Áustria-Hungria
Itália
Rússia (duas áreas separadas)
Bélgica
Margem ocidental do rio Hai:
Japão
França
Reino Unido
Alemanha

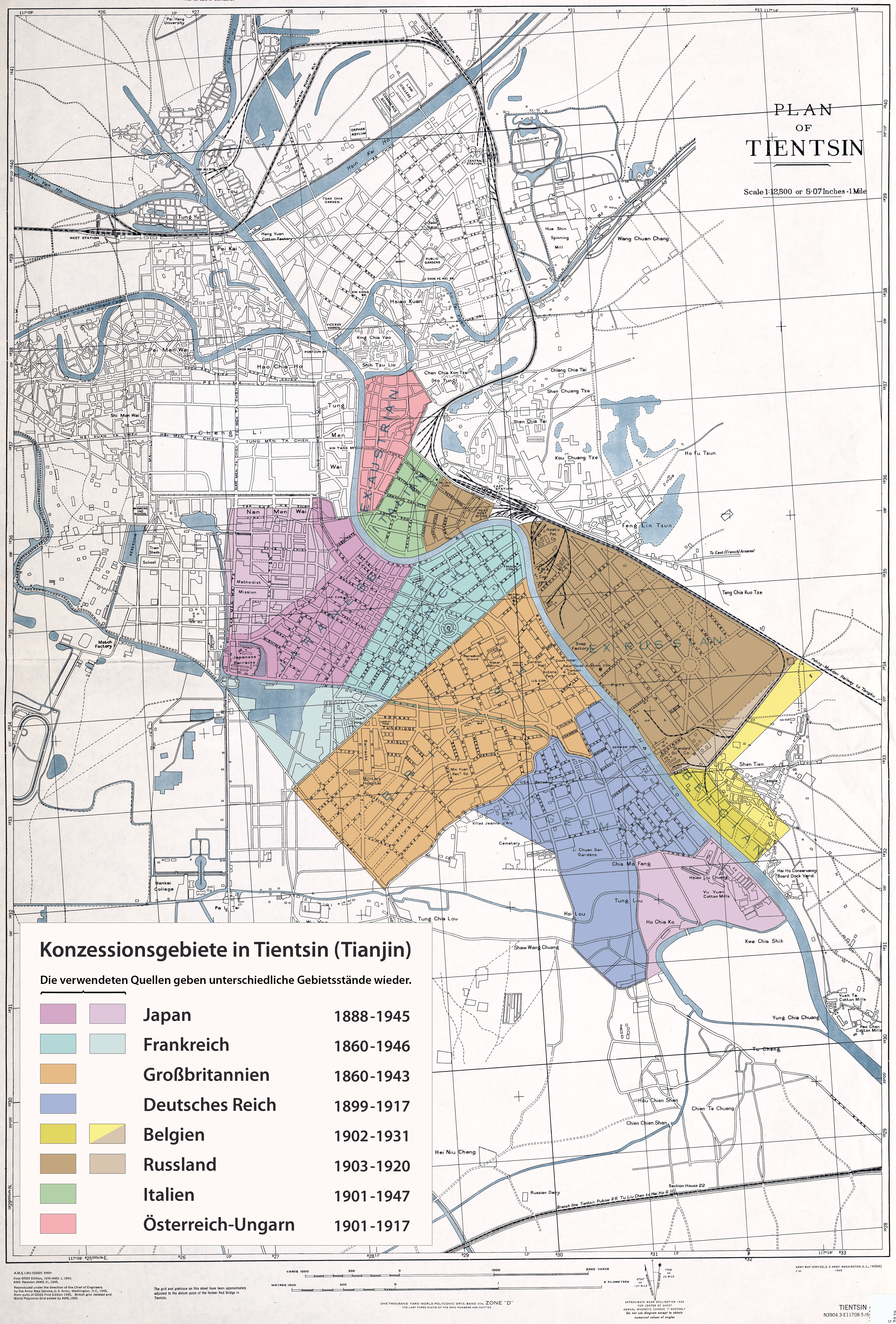

As Concessões de Tianjin foram concessões de territórios cedidas pela China imperial da Dinastia Qing para potências imperiais europeias na cidade de Tianjin (previamente conhecida como Tientsin).

## Contexto geral
Durante o século XIX, a China estava cercada pelo poder das potências européias. Estes já controlavam boa parte do comércio chinês e eram grandes exportadores de produtos para a China, mas, sendo posteriormente controlados e sujeitos a tarifas de importação, os europeus viram-se limitados a operar em uma série de cidades que haviam sido liberadas por decreto do imperador chinês. Mesmo assim, esta troca de produtos, e por vezes informações, mudava substancialmente as características dessas cidades e de suas respectivas populações.
Através dos séculos, esta forma se manteve, mas os estados europeus aumentavam seu poder e as frequentes prisões e execuções de mercadores europeus começaram a ser cada vez mais mal-olhada. Para proteger seus próprios interesses imperialistas, e para manter as trocas comerciais com o mercado chinês, as potências começaram a exigir formar de proteção diplomática para comerciantes, missionários, viajantes e diplomatas da Europa. Entretanto, a natureza histórica do sistema imperial chinês impedia o reconhecimento total da soberania européia. Consequentemente, oficiais chineses estabeleceram um sistema onde estações diplomáticas européias eram dadas para representantes das potências. Em Tianjin, não apenas uma estação foi demarcada, mas sim várias.
Ainda no século XIX, Tianjin estava aberta ao comércio exterior, e sua importância era aumentada porque existiam ferrovias conectando a cidade a Pequim, desde 1897, a Shanhaiguan e a Manchúria. Como resultado, Tianjin logo tinha a maior comunidade de europeus vivendo na China indefinidamente. Como ataques a europeus eram freqüentes, e tentando cessar os conflitos, foram dadas autoridades a europeus em missões diplomáticas na área de Tianjin.
As concessões britânicas e francesas foram as primeiras criadas em Tianjin; entre 1895 e 1900, estas duas potências viram a chegada do Japão, do Império Alemão, do Império Russo, e de países que não tinham concessões em nenhum outro lugar da China: Áustria-Hungria, Itália e Bélgica, que estabeleceram bases com prisões, escolas, centros militares e hospitais. As zonas de ocupação européia cobriam oito quilômetros quadrados no total, com todo um lado do rio que cortava Tianjin sendo governado por potências estrangeiras.
Com o colapso do Império Chinês, o Kuomintang tentou reestruturar a China em seu interior e também reparar as relações internacionais, reconhecendo todos os estados da Europa como iguais. Por seu turno, as concessões em Tianjin foram desmanteladas na primeira metade do século XX e os europeus tiveram mais liberdade para atuar no mercado chinês. Com o começo da Segunda Guerra Mundial, o nascente desenvolvimento das relações entre a China e o Ocidente entrava em crise. Finalmente, o Partido Comunista derrotou o Kuomintang em 1949 e imediatamente categorizou os mercadores europeus como capitalistas, tirando-os da China o mais rápido possível e ocupando todos os portos que até então eram livres. As exceções foram as possessões de Macau e Hong Kong, no sul da China, que pertenciam a Portugal e Reino Unido, respectivamente.

## Concessão alemã
A 15a infantaria estadunidense ocupou a zona de ocupação alemã de 1917 até 1938, quando o exército japonês invadiu Tientsin e ameaçou a cidade de Tianjin.

## Concessão austro-húngara
Durante a Revolta dos Boxers e pouco depois de sua contenção, a Áustria-Hungria participou da Aliança das Oito Nações e ajudou a suprimir a rebelião. Entretanto, a Áustria-Hungria tinha enviado uma força expedicionária muito menor que qualquer uma das outras nações combatentes. Apenas um navio de guerra e uma pequena força de setenta e cinco homens foi enviada à China.
Mesmo assim, em 7 de Setembro de 1901, a Monarquia Habsburgo ganhou uma zona de concessão em Tianjin como parte de sua recompensa pela ajuda aos aliados. A zona possuía uma área de 170 acres (0,68 km²), um pouco maior que as zonas italiana e belga. O pequeno território possuía sua própria prisão, uma escola, um centro militar e um hospital, além do consulado austro-húngaro que mantinha os cidadãos locais sob o comando da Áustria, e não da China. Caso algum cidadão austríaco cometesse crimes no solo chinês, ele poderia ser julgado por suas próprias cortes.
Apesar de ter uma pequena força de defesa em Tianjin, a Áustria-Hungria mostrou-se incapaz de proteger e manter o controle de sua concessão durante a Primeira Guerra Mundial. A zona foi ocupada rapidamente pela China, logo após a declaração de guerra aos Impérios Centrais, e em 14 de Agosto de 1917, o acordo expirou (assim como ocorreu com a zona de concessão alemã na mesma cidade). A Áustria finalmente abriu mão do território em 10 de Setembro de 1919, e a Hungria publicou uma nota de reconhecimento similar em 1920.
Entretanto, apesar de seu relativamente curto período de existência (apenas dezesseis anos no total), os austríacos deixaram sua marca na área ocupada, como pode ser visto pela arquitetura desenvolvida no local, e que se mantêm viva até hoje.

### Lista de cônsules
- Carl Bernauer — 1901-1908[3]
- Erwin Ritter von Zach — 1908[3]
- Miloslav Kobr — 1908-1912[3]
- Hugo Schumpeter — 1913-1917[3]

## Concessão belga
A concessão belga em Tianjin foi estabelecida em 1902. Localizada a leste do rio Hai, o governo belga não investiu no desenvolvimento de sua concessão, e por isso, não existiam muitos prédios construídos na área, e os que foram concluídos não eram muito importantes.
Em 1904, China e Bélgica assinaram o contrato com a Companhia de Tramways et d'Eclairage de Tientsin, que estabelecia que a "esta companhia teria direitos exclusivos de produzir e manter energia elétrica e sistemas de transporte por cinqüenta anos".
Em 1906, o recém-construído sistema de bondes fez com que Tianjin tornar-se a primeira cidade da China com um sistema de transporte público moderno. Os acordos de energia elétrica e de bondes mostraram-se altamente rentáveis.
Em 1937, a Companhia de Tramways et d'Eclairage de Tientsin foi tomada pelo exército japonês, e ao fim da Segunda Guerra Mundial, a companhia belga acabou por ter de se retirar da China.

## Concessão britânica
A concessão britânica, na qual existiam centros comerciais situados à direita do rio Haihe, ocupavam uma área de 0,81 km². O acordo era de cessão perpétua do governo chinês à coroa britânica, e havia planos para investimento privado na área. A administração local foi composta de conselho municipal similar ao que foi organizado na cidade de Xangai.

## Concessão estadunidense
Os Estados Unidos nunca requisitaram ou receberam direitos extraterritoriais em Tianjin. De fato, a concessão recebida foi administrada entre 1869 e 1880 pelo Reino Unido, principalmente sob os auspícios da missão britânica. Em 1902, a concessão estadunidense acabaria por se tornar parte da concessão britânica em 1902, mesmo que os EUA mantivessem uma força de combate, representada pela 15a infantaria, permanentemente em Tianjin, de janeiro de 1912 a 1938, e a partir daí pelos marines, até 1941.

## Concessão francesa
A antiga concessão francesa foi estabelecida em 1861. Depois de mais de cem anos, quase todos os prédios construídos na área continuam em pé, incluindo o Consulado Francês de Tianjin, o Conselho Municipal, o Clube Francês, a catedral católica, o Jardim Francês, e muitos outros. Muitos prédios de bancos foram construídos em uma rua que atualmente é conhecida como Jiefang Lu, e que existem até hoje.
As villas próximas à estrada do jardim são belas e diversas. O domo da catedral francesa era sujeito a atenção indesejada durante a Revolução Cultural: alguns jovens guardas do Exército Vermelho subiram ao topo do prédio para destruir a cruz. Posteriormente, o governo de Tianjin não apenas recolocaria a cruz no topo da igreja, mas também a restauraria por completo. Muitas celebridades francesas vivem em Tianjin, entre elas, o cientista Emily Licent que conduziu experiências em Tianjin entre 1914 e 1939, e que deixou 20.000 espécimes de animais, plantas e fósseis e 15.000 livros na cidade. Em 1998, o governo local investiu no Museu Natural de Tianjin.

## Concessão italiana
Em 7 de Setembro de 1901, uma concessão em Tientsin foi cedida para a Itália pela dinastia Qing. Em 7 de Junho de 1902 a concessão foi ocupada por forças italianas e passou a ser administrada por um cônsul. Em 1935, a zona italiana tinha uma população de aproximadamente 6.261 habitantes, incluindo 536 estrangeiros. A Marinha Real Italiana tinha alguns navios estacionados em Tientsin para garantir a defesa.
Durante a Segunda Guerra Mundial, a concessão italiana em Tientsin era protegida por aproximadamente seiscentas tropas italianas alinhadas com os nazistas. Em 10 de Setembro de 1943, quando a Itália assinou o armistício com os Aliados, a concessão foi ocupada pelo exército imperial japonês. Posteriormente, ainda em 1943, a República Social Italiana (Repubblica Sociale Italiana, ou RSI) deu todos os poderes de sua concessão para o governo chinês de Wang Jingwei. O governo de Jingwei era um mero fantoche do governo japonês, e não era apoiado nem pelo Reino de Itália, nem pela República da China, e por quase nenhuma das demais nações. Seu governo caiu quando o Império do Japão foi derrotado na guerra.
Em 2 de Junho de 1946, o Reino de Itália tornou-se a República Italiana e em 10 de Fevereiro de 1947, em virtude de um tratado de paz com a Itália, a concessão foi formalmente cedida pelo governo italiana à República da China de Chiang Kai-shek.

## Concessão japonesa

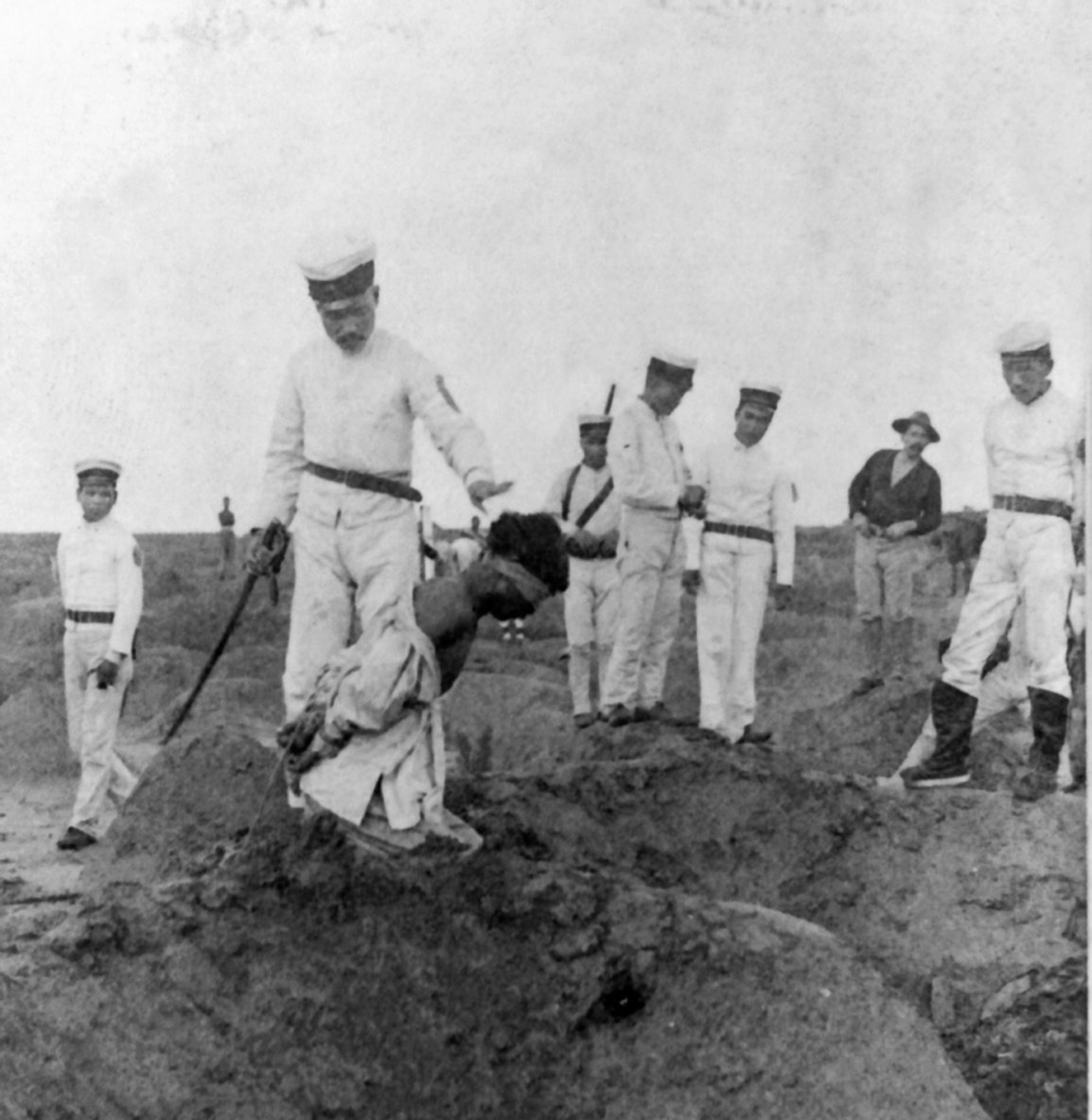
Oficiais japoneses vigiam um condenado chinês que cava sua própria cova. Tianjin, China, por volta de 1901.

A concessão japonesa foi concedida em 1888, e o exército japonês ocupou a cidade inteira entre 1937 e 1945, quando foi finalmente derrotado na Segunda Grande Guerra.
Existem dois prédios preservados no local que atraem a atenção dos visitantes. Eles são o Jardim Zhang e o Jardim Jing, do imperador Puyi. Em 1924, o último imperador da dinastia Qing foi forçado a deixar a Cidade Proibida em Pequim e viveu em Tientsin até 1931, quando a área foi ocupada definitivamente pelo exército japonês.

## Concessão russa
A concessão russa foi estabelecida em 1890, sendo originalmente uma área de mais de 398 hectares, que nunca foi definida por completo. Localizada ao longo da margem direita do rio Hai He, ela foi originalmente dividida em dois distritos (oriental e ocidental). Em 1920, o governo da Rússia Soviética devolveu a concessão à China.